# Aire d'attraction de Saint-Laurent-du-Maroni
L'aire d'attraction de Saint-Laurent-du-Maroni est un zonage d'étude défini par l'Insee pour caractériser l'influence de la commune de Saint-Laurent-du-Maroni sur les communes environnantes. Publiée en octobre 2020, elle se substitue à l'aire urbaine de Saint-Laurent-du-Maroni, qui comportait 1 communes dans le zonage de 2010.

### Carte

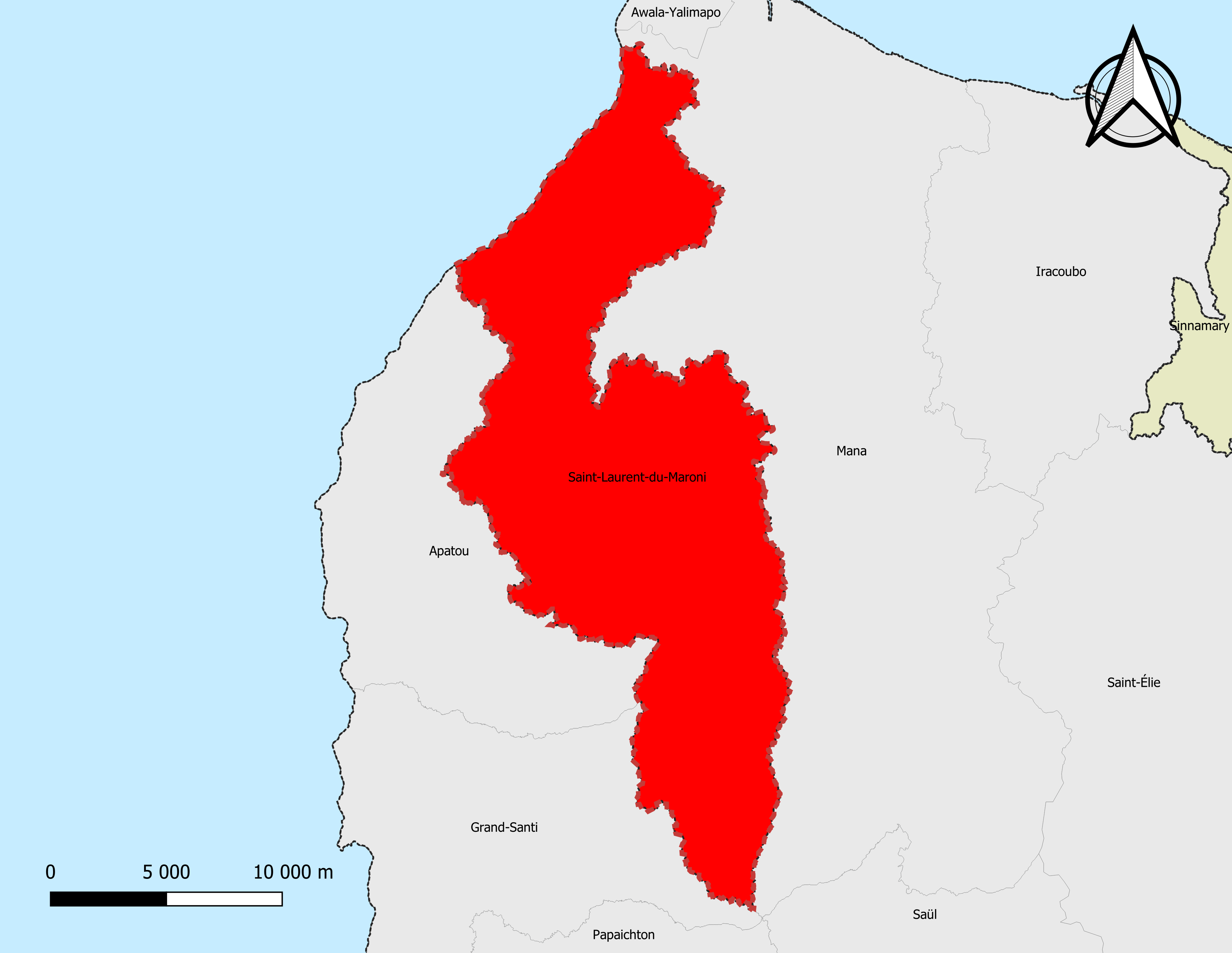
Carte de l'aire d'attraction de Saint-Laurent-du-Maroni.
Commune-centre

## Définition
L'aire d'attraction d'une ville est composée d'un pôle, défini à partir de critères de population et d'emploi ainsi que d'une couronne constituée des communes dont au moins 15 % des actifs travaillent dans le pôle. Le pôle d'attraction constitue ainsi un point de convergence des déplacements domicile-travail,.

## Géographie
L'aire d'attraction de Saint-Laurent-du-Maroni est une aire intra-départementale qui comporte 1 communes dans Guyane. 

### Composition communale
| Nom                     | Code Insee | Département | Statut         | Superficie (km2) | Population (dernière pop. légale) | Densité (hab./km2) | Modifier                                    |
| ----------------------- | ---------- | ----------- | -------------- | ---------------- | --------------------------------- | ------------------ | ------------------------------------------- |
| Saint-Laurent-du-Maroni | 97311      | Guyane      | commune-centre | 4 830,00         | 51 732 (2022)                     | 11                 | modifier les données · modifier les données |

## Démographie
Elle est catégorisée dans les aires de moins de 50 000 habitants, une catégorie qui regroupe 12,2 % au niveau national.